# Leevi Madetoja
Leevi Antti Madetoja (Oulu, 17 de febrero de 1887-Helsinki, 6 de octubre de 1947) fue un músico y compositor finlandés.

## Vida y carrera
Nacido en Oulu, era hijo de Antti Madetoja y Anna Hyttinen. Su padre emigró a Estados Unidos y murió pronto de tuberculosis en el delta del río Misisipi sin haber visto nunca a su hijo.
Leevi Madetoja estudió música en Helsinki con el maestro Jean Sibelius (1906-1910), en París un curso con Vincent d'Indy (1910-1911) y en Viena y Berlín con Robert Fuchs (1911-1912).  En 1913 se casa con la escritora Hilja Onerva Lehtinen (1882-1972).
Su música está fuertemente influenciada por sonidos tradicionales de su región de origen, Ostrobothnia. Sus tres sinfonías están marcadas por el legado de Sibelius, el romanticismo ruso, la claridad francesa y los elementos populares.
La Sinfonía n.º 2 (1917-1918) fue escrita durante la guerra civil y podría ser descrita como una sinfonía de guerra. Otro trabajo de esa época es la elegante suite para piano Kuoleman Puutarha (El jardín de la muerte), dedicada a su hermano, fallecido durante la guerra. Sus mejores obras son la ópera  Pohjalaisia (Los ostrobotnianos, 1923), Huvinäytelmäalkusoitto (Obertura de comedia, 1923), la Sinfonía n.º 3 (1926), el ballet Okon Fuoko (1930) y sus canciones para coro masculino. Su inspiración parece desfallecer durante la redacción de la cuarta sinfonía, cuando su maletín desapareció en una estación de ferrocarril de París, en 1938. Cuando planeaba un concierto de violín le sobrevino la muerte, a los 60 años, agotado de trabajo y enfermo del corazón.

## Selección de trabajos
La lista de las composiciones de Leevi Madetoja es la siguiente:

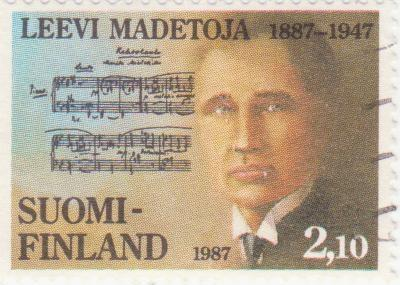
Sello finlandés con ocasión del centenario del nacimiento de Leevi Madetoja.

- Op. 4 – Suite sinfónica (1909-1910)
- Op. 5 – Ajedrecístico, suite de música incidental del juego homónimo (1910)
- Op. 6 – Alcibiades, música incidental (1910)
- Op. 7 – Obertura de concierto (1911)
- Op. 8 – Nueve canciones para coro masculino (1908-1914)
- Op. 11 – Dance Vision (titulado originalmente "Öinen karkelokuva" ["Night Revels"]) (1911)
- Op. 12 – Kuusi Pianokappaletta [Seis piezas para piano] (1912)
- Op. 13 – Seis canciones para coro mixto (1910)
- Op. 15 – Kullervo, poema sinfónico (1913)
- Op. 17 – Pianosävellyksiä [Tres piezas para piano] (1912)
- Op. 18 – Sonatina para piano y violín (1913)
- Op. 21 – Pienoiskuvia pianolle [Miniaturas para piano] (1914)
- Op. 23 – Nueve canciones para coro masculino (1912-16)
- Op. 29 – Sinfonía n.º 1 (1914-16)
- Op. 31 – Pieniä Pianokappaleita [Cuatro piezas pequeñas para piano] (1915)
- Op. 33 – Ocho canciones para coro masculino (1916-19)
- Op. 34 – Suite Pastoral (1916)
- Op. 35 – Sinfonía n.º 2 (1916-18)
- Op. 36 - Romance sin palabras [Idilio sin Palabras] para piano y & de voz
- Op. 37 – Aslak Smaukka, poema sinfónico (1917)
- Op. 39 – Cinco canciones para coro masculino (1919-21)
- Op. 41 – Kuoleman puutarha [El Jardín de Muerte], suite para piano (1918-21)
- Op. 44 – Cuatro canciones (1919)
- Op. 45 – El Ostrobothnians, ópera en tres actos (1918-23)
- Op. 46 – Väinämöisen kylvö [Väinämöisen Sows the Wilderness], poema sinfónico para voz y orquesta (1920)
- Op. 49 – Cinco canciones (1920)
- Op. 50 – Sueños y esperanzas para coro
- Op. 51 – Suite para chelo y piano (1922)
- Op. 52 – Ostrobothnian Suite (1923)
- Op. 53 – Obertura de Comedias (1923)
- Op. 55 – Sinfonía n.º 3 in A major (1922-26)
- Op. 56 – De Profundis para voz masculina de coro (1925)
- Op. 57 – Tres Canciones populares para coro
- Op. 58 – Okon Fuoko, ballet en un acto (1925-27)
- Op. 65 – Pianosävellyksiä [Piezas para piano] (1931)
- Op. 67 – Tres piezas para septeto de metal (1929)
- Op. 68 – Autumn, ciclo de canciones sobre poemas de L. Oneva (1930)
- Op. 69 – Obertura de fantasía para metales (1930)
- Op. 73 – Karitsan lippu, cantata para órgano & coro (1934)
- Op. 74 – Juha, ópera en seis tableaux (1934)
- Op. 77 – Escenas rústicas. Suite para la película "Taistelu Heikkilän talosta" ("La lucha por la tierra") (1936)
- Op. 78 – A Wreath of Songs, cantata (1938)
- Op. 81 – Siete canciones para coro (1945-46)
- Op. 82 – Dos canciones para coro mixto (1946)